# Љубиша Јовановић (глумац)
Љубиша Јовановић (Шабац, 1. октобар 1908 — Београд, 15. јул 1971) био је југословенски позоришни, телевизијски и филмски глумац.

## Биографија
Завршио је учитељску школу у Шапцу. Ту је почео да глуми као аматер 1925. Ишао је на течајеве глуме у Прагу, Берлину и у Народном позоришту у Београду. Глумио је у Загребу током 1930-тих, у Београд је прешао на лето 1940. Године 1961. постао је члан Југословенског драмског позоришта у Београду.
Глумио је у 16 дугометражних филмова, почев од првог југословенског послератног филма Славица из 1947. Играо је у краткометражним филмовима и, повремено, за телевизију. Најпознатија улога коју је одиграо била је улога Ђенерала Степе Степановића у филму Марш на Дрину.
Био је добитник више награда за глуму на Стеријином позорју и низа других признања.
По њему се до 2002. године звало Шабачко позориште. Крајем 2014. позориште је донело одлуку да своју велику сцену назове по Љубиши Јовановићу.
Љубиша је од 1951. године био ожењен глумицом Југословенског драмског позоришта Соњом Хлебш.

## Филмографија
|                   | 1940 ▼ | 1950 ▼ | 1960 ▼ | 1970 ▼ | Укупно |
| ----------------- | ------ | ------ | ------ | ------ | ------ |
| Дугометражни филм | 5      | 11     | 8      | 0      | 24     |
| ТВ филм           | 0      | 0      | 12     | 2      | 14     |
| ТВ мини серија    | 0      | 0      | 1      | 0      | 1      |
| Кратки филм       | 0      | 1      | 1      | 0      | 2      |
| Укупно            | 5      | 12     | 22     | 2      | 41     |

| Год.       | Назив                            | Улога                            |
| ---------- | -------------------------------- | -------------------------------- |
| 1940.-те ▲ |                                  |                                  |
| 1946.      | У планинама Југославије          | Јанко                            |
| 1947.      | Славица                          | Иво Марушић                      |
| 1948.      | Софка                            |                                  |
| 1949.      | Прича о фабрици                  | Коста                            |
| 1949.      | Мајка Катина                     | Анивас                           |
| 1950.-те ▲ |                                  |                                  |
| 1950.      | Чудотворни мач                   | Ковач                            |
| 1951.      | Мајор Баук                       | Сеоски кнез (као Лазо Јовановић) |
| 1951.      | Последњи дан                     | Мате Јелић диверзант             |
| 1951.      | Његош (кратки филм)              | Војвода Драшко                   |
| 1951.      | Дечак Мита                       | Агент Пиносавац                  |
| 1953.      | Била сам јача                    | Српски наредник, квислинг        |
| 1955.      | Лажни цар                        | Игуман Никодије                  |
| 1956.      | Потрага                          | Шеф полиције                     |
| 1957.      | Поп Ћира и поп Спира             | Поп Олуја                        |
| 1958.      | Погон Б                          | Стевић                           |
| 1958.      | Госпођа Министарка               | Сима Поповић                     |
| 1959.      | Ветар је стао пред зору          | Професор Савић                   |
| 1960.-те ▲ |                                  |                                  |
| 1960.      | Друг председник центарфор        | Управник задруге                 |
| 1960.      | Рат (ТВ)                         |                                  |
| 1961.      | Велика турнеја                   |                                  |
| 1961.      | Песма (ТВ)                       |                                  |
| 1961.      | Не дирај у срећу                 |                                  |
| 1961.      | Јерма (ТВ)                       |                                  |
| 1962.      | Мачак под шљемом                 | Сатник племенити Бужан           |
| 1962.      | Генерали и спахије (ТВ)          |                                  |
| 1963.      | Инкогнито (ТВ)                   |                                  |
| 1964.      | Лутање једне душе (ТВ)           | Бум                              |
| 1964.      | Народни посланик (ТВ)            | Јеврем Прокић                    |
| 1964.      | Марш на Дрину                    | Ђенерал Степа Степановић         |
| 1966.      | Лутка са кревета бр. 21 (ТВ)     |                                  |
| 1966.      | Пре рата (ТВ)                    | Министар полиције                |
| 1967.      | Сутра (ТВ)                       |                                  |
| 1967.      | На туђем хлебу (ТВ)              | Тропачев                         |
| 1967.      | Јегор Буличов (ТВ)               |                                  |
| 1968.      | На рубу памети (ТВ филм)         | Г. генерал директор Домаћински   |
| 1968.      | Стан (ТВ драма)                  |                                  |
| 1969.      | На дан пожара (ТВ)               | Професор Ђокић                   |
| 1969.      | Маневар (кратки филм)            |                                  |
| 1969.      | Крвава бајка                     | Директор Пантелић                |
| 1969.      | Кад сам био војник (мини-серија) |                                  |
| 1970.-те ▲ |                                  |                                  |
| 1970.      | Ујка Вања (ТВ)                   | Професор Серебјаков              |
| 1970.      | Протекција                       | Аћим Кукић, општински судија     |